# قلعة حول (كعيدنة)

تعديل مصدري - تعديل

قلعة حول هي إحدى قرى عزلة الثلث بمديرية كعيدنة التابعة لمحافظة حجة، بلغ تعداد سكانها 94 نسمة حسب تعداد اليمن لعام 2004.